# Kompleks Alchemia w Gdańsku

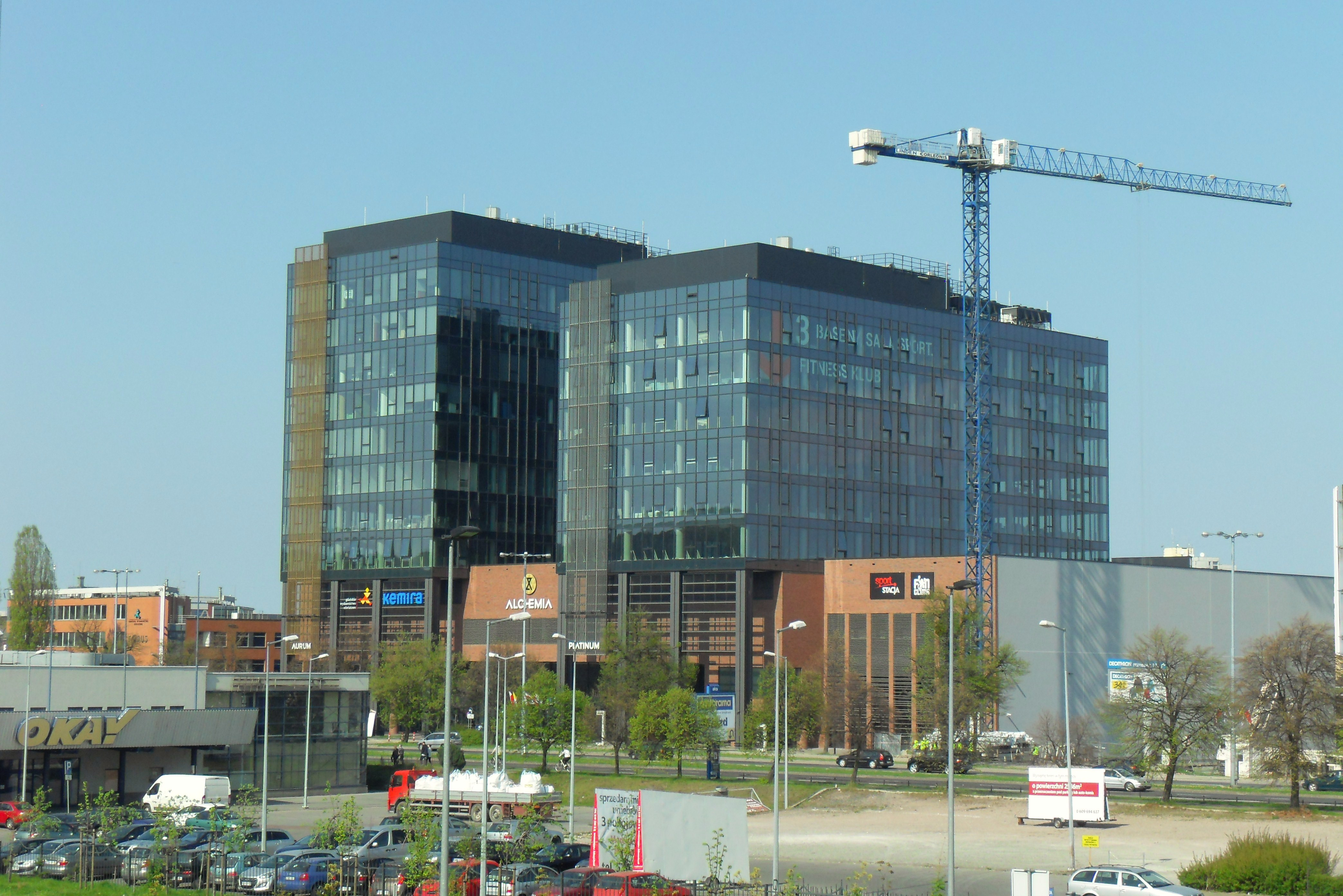
Gdańsk Oliwa Alchemia – Aurum i Platinum (2014)

Kompleks Alchemia – kompleks biurowo-usługowy w Gdańsku Oliwie przy al. Grunwaldzkiej, będący największym ośrodkiem biznesowym w północnej Polsce po usytuowanym nieopodal Olivia Business Centre. W kompleksie pracuje łącznie ok. 8 tys. osób, zatrudnionych w 50 (głównie zagranicznych) firmach. Cały kompleks ostatecznie ma 112 tys. m kw. powierzchni biurowej (kolejne 10 tys. to punkty usługowe), podczas gdy cały trójmiejski rynek liczy ok. 780 tys. m kw. i jest trzecim rynkiem regionalnym w kraju, po Krakowie i Wrocławiu. 
Budowa rozpoczęła się w drugiej połowie 2011 roku, obiekty powstały na terenie po dawnych magazynach i sklepie budowlanym. W pierwszym etapie zostały wybudowane dwa budynki Aurum i Platinum (połączone wspólną czterokondygnacyjną podstawą), które otwarto w 2014 roku, z powierzchnią użytkową do wynajęcia wynoszącą około 21,5 tys. m². W 2014 roku została rozpoczęta budowa drugiego etapu (budynki Ferrum i Titanium, oddane do użytku w październiku 2016). W III etapie powstała pojedyncza, największa wieża Argon, o całkowitej powierzchni najmu wielkości blisko 38 tys. m kw., z czego na biura przypada ponad 36 tys.; do najemców należą m.in. Lufthansa Systems Poland, Luxoft Poland, Grupa Wirtualna Polska, Morpol, Damen Engineering Gdańsk, Cognizant Technology Solutions Poland, Sygnity, OIE Support, ING Bank Śląski. 4 lutego 2019 zawieszono wiechę na 55-metrowym biurowcu Neon o powierzchni 35 tys. m kw., będącym siódmym i ostatnim budynkiem kompleksu. Oddanie budynku, powstałego w miejscu dawnej siedziby Gdańskiego Wydawnictwa Oświatowego do użytku nastąpiło 3 października 2019, docelowo pracę znajdzie w nim ponad 2,5 tys. osób.
Kompleks budynków Alchemia został zaprojektowany w 2010 przez architektów z pracowni APA Wojciechowski Architekci sp. z o.o..
5 marca 2019 roku znajdujący się u zbiegu al. Grunwaldzkiej i ul. Kołobrzeskiej biurowiec Argon został sprzedany przez dewelopera Torus filipińskiej Grupie ISOC za 92 mln euro. Była to najwyższa transakcja w historii rynku biurowego w Trójmieście. W początku 2021 biurowiec "Neon" został sprzedany funduszowi inwestycyjnemu DWS za ponad 80 mln euro (ponad 358 mln zł).

## Otoczenie
W bezpośrednim sąsiedztwie znajduje się przystanek SKM Przymorze-Uniwersytet, w promieniu kilkuset metrów Hala Olivia oraz centra biurowe Olivia Business Centre i Arkońska Business Park (ok. 26,5 tys. m² powierzchni biurowej).